# Juliana Dornelles Borges
Juliana Dornelles Borges (Santa Maria, 1979) é uma miss, modelo e empresária famosa por ter obtido o título nacional mais prestigiado do País, o de Miss Brasil, em 2001. O evento ocorreu no tradicional Hotel Glória, no Rio de Janeiro, com transmissão televisiva pela CNT, e com todas as representantes das Unidades Federativas do Brasil. A bela manteve a tradição de títulos nacionais do Rio Grande do Sul, e foi a sexta gaúcha a obter a coroa.

## Cirurgias plásticas
A eleição de Miss Brasil não era muito coberta midiaticamente pelo país durante a década de 90 e começo dos anos 2000, devido a pouca divulgação e falta de canal de Televisão Aberta transmitindo o concurso. Porém, Juliana ficou não somente conhecida no seu País, como também no mundo inteiro, ao fazer, segundo ela mesmo contou, 19 intervenções cirúrgicas como base de preparação para o concurso nacional. Ela lipoaspirou o abdômen, a cintura e parte das costas. Além de recauchutar os seios com 160ml de silicone em cada um, injetou microcápsulas do produto para aumentar maçãs do rosto, mandíbula e queixo, aumentou os lábios, extraiu pintas espalhadas pelo corpo e amenizou as orelhas de abano.

### Sátiras e confusões
Com gastos totais aproximado de 10 mil reais na época, Juliana era facilmente confundida com travestis. No início do ano em que iria concorrer ao título nacional, a gaúcha viajou com amigos transformistas para Atlântida, uma badalada praia do Rio Grande do Sul. Lá, ao lado das "amigas", ouviu de um grupo de homens que passeava pela areia: "Nossa, que beleza de travesti!". Apesar da confusão, ela nunca se incomodou com o ônus de ter feito diversas intervenções. Porém, apesar de todo seu esforço e preparação para o concurso, ela acabou não se classificando no Miss Universo 2001, realizado em Porto Rico, no Caribe.